# Jean-Michel Aulas
Jean-Michel Aulas (L'Arbresle, 22 marzo 1949) è un imprenditore e dirigente sportivo francese, fondatore della società CEGID e presidente della squadra di calcio dell'Olympique Lione dal 1987 al 2023, oltre che del club femminile dell'OL Reign tra il 2020 e il 2022.

## Biografia
Aulas è stato, insieme a Michel Platini, uno dei promotori del Fair play finanziario secondo cui ogni società di calcio, in base alle direttive dell'UEFA, è chiamata a riequilibrare il proprio bilancio per evitare l'esclusione dalle competizioni calcistiche europee. Per la stagione sportiva 2012-2013 è stato inoltre membro dell'ECA.

### Olympique Lione
Nel 1987 è diventato presidente della squadra di calcio francese Olympique Lione e abbandona questa posizione nel 2023.